# カステルヴェッリーノ
カステルヴェッリーノ（イタリア語: Castelverrino）は、イタリア共和国モリーゼ州イゼルニア県にある、人口約100人の基礎自治体（コムーネ）。

## 地理

### 位置・広がり
イゼルニア県北東部のコムーネである。コムーネ面積は 6.15 km2 で、県内では最も小さい。またコムーネ人口も県内最少である。

#### 隣接コムーネ
隣接するコムーネは以下の通り。
- アニョーネ
- ピエトラッボンダンテ
- ポッジョ・サンニータ